# Africa Squeaks
 (juin 2017).
Si vous disposez d'ouvrages ou d'articles de référence ou si vous connaissez des sites web de qualité traitant du thème abordé ici, merci de compléter l'article en donnant les références utiles à sa vérifiabilité et en les liant à la section « Notes et références ».
Pour plus de détails, voir Fiche technique et Distribution.
Africa Squeaks est un cartoon Looney Tunes réalisé par Bob Clampett en 1940. Il met en scène Porky Pig.

## Fiche technique
- Réalisation : Bob Clampett
- Production : Leon Schlesinger pour Leon Schlesinger Studios
- Musique : Carl W. Stalling
- Format : 1,37 :1 couleurs Technicolor
- Son : mono
- Pays :  États-Unis
- Sortie : États-Unis : 27 janvier 1940
- Langue : anglais
- Durée : 8 minutes
- Distribution : 1940 : Warner Bros. Pictures et  The Vitaphone Corporation (cinéma)